# Србенда
Србенда је термин који се односи на Србе који дубоко цене културне вредности и симболе који представљају своју земљу.   Уопштено се сматра речју наклоности или уважавања Срба, а понекад је обично набијена негативним конотацијама, упућујући више на агресивни национализам. 
Српски писац и научник Јован Скерлић је 1925. године описао појам „Србенда“ као нешто „аутохтоно, као суштина сирових Срба, без икаквих трагова туђинства“. 
Професор културне антропологије Марко Живковић са Универзитета Алберта каже да овај термин „носи конотације рустичности, једноставности и традиционалних патријархалних вредности српског народа, за разлику од високе, космополитске и високософистициране културе“. 
Реч "Србенда" је аугментатив речи Србин. 